# 10,5 cm-es könnyű tábori tarack 18M
A 10,5 cm leichte Feldhaubitze 18M (rövidítve 10,5 cm le. F.H. 18M vagy 10,5 cm leFH 18M, magyarul 10,5 cm-es könnyű tábori tarack 18M) egy német könnyű tarack volt, melyet a második világháború alatt használtak. A löveg, a futómű és a lövegpajzs nélkül, az Sd.Kfz. 124 Wespe önjáró löveg fegyverzetéül is szolgált.

## Történet
A 10,5 cm leFH 18M löveget a 10,5 cm leFH 18 löveg helyettesítésére szánták, mint szabványos német hadosztály-tábori löveg. A fegyvert a Rheinmetall tervezte és fejlesztette a háború kitörése után, egy nagyobb hatótávolságú löveg kifejlesztése céljából, mint az alap leFH 18 tervezet. Egy csőszájféket szereltek a lövegcsőre, illetve a hátrasikló rendszert egy sokkal erősebb töltet és egy új nagy hatótávolságú lövedék kilövéséhez állították be. Alapvetően nem szereltek fel a löveggel önálló tüzér zászlóaljakat, egészen az 1943-as sztálingrádi csatáig. 53 darabot Finnországnak exportáltak, ahol 105 H 33 néven rendszeresítették.
Egy az internetre felkerült videó alapján úgy tűnik, hogy az Aszad ellenes felkelők a-Fu'ah városánál legalább egy leFH 18M löveget bevetettek az ostrom során.

## Leírás

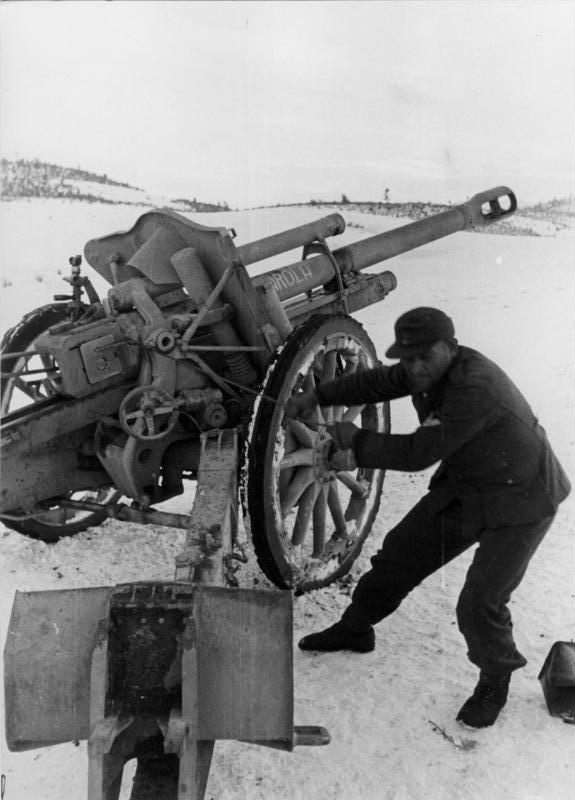
A leFH 18M a keleti fronton

Sok löveget a 10,5 cm leFH 18 lövegből alakítottak át, de megtartották az eredeti fa-küllőjű vagy préselt lemez kerekeiket. Az első csak lóvontatásnál volt használható. Kezdetben csak egy egykamrás csőszájfékkel szerelték amelynek meglehetősen alacsony volt a hatásfoka. Ezt később továbbfejlesztették a nyílás hátsó részére két kiálló fül felhegesztésével. Habár ez a fajta csőszájfék megfelelt a korai tervezésű szárnystabilizált, leváló köpenyes lövedékeknek, de később egy új típusú csőszájféket terveztek és használtak hozzá.
Az új FH Gr Fern nagy hatótávolságú lövedék nagyjából 25 milliméterrel volt hosszabb a normál lövedékektől, melyeket a leFH 18 lövegekhez használtak.
Alapjában véve a 10,5 cm leFH 18M és a leFH 18/40 lövegek azonosak.

## Fordítás
- Ez a szócikk részben vagy egészben  a(z)   10.5 cm leFH 18M című angol Wikipédia-szócikk ezen változatának fordításán alapul.  Az eredeti cikk szerkesztőit annak laptörténete sorolja fel. Ez a jelzés csupán a megfogalmazás eredetét és a szerzői jogokat jelzi, nem szolgál a cikkben szereplő információk forrásmegjelöléseként.